# Nicholas Metropolis

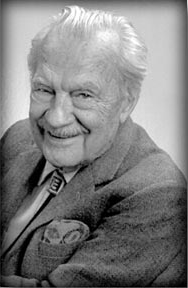
Nicholas Metropolis

Nicholas Constantine Metropolis (* 11. Juni 1915 in Chicago; † 17. Oktober 1999 in Los Alamos, New Mexico) war ein amerikanischer theoretischer Physiker, Informatiker und Mathematiker und Miterfinder der Monte-Carlo-Methode.

## Leben und Werk

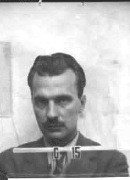
Sicherheitsausweisfoto Metropolis’ vom Los Alamos National Laboratory zur Zeit des Zweiten Weltkriegs

Metropolis hatte griechische Vorfahren, wuchs in Chicago auf und studierte Physik an der University of Chicago, wo er 1937 seinen Bachelor-Abschluss machte und 1941 promoviert wurde. Während des Zweiten Weltkriegs arbeitete er im Team von Enrico Fermi in Chicago am Bau des ersten Kernreaktors und ab April 1943 am Manhattan-Projekt in Los Alamos. Dort entwickelte er Zustandsgleichungen für Materie unter extremen Bedingungen, was für die Kernwaffensimulation von Bedeutung war. Gleichzeitig arbeitete er viel mit Richard Feynman zusammen, der die Rechner-Gruppe (damals noch meist Frauen an Tischrechenmaschinen) organisierte, und mit dem er, wie er sich später erinnerte, mindestens ebenso viel Zeit mit der Reparatur der elektromechanischen Tischrechner verbrachte. Nach dem Krieg war er Assistant Professor an der Universität Chicago und leitete ab 1948 in Los Alamos eine Gruppe, die den MANIAC I („Mathematical and Numerical Integrator and Computer“, 15. März 1952 in Betrieb) und II (1957 in Betrieb) Computer entwickelte, einige der frühesten Computer die auf der Von-Neumann-Architektur basierten.
In Los Alamos erfand Metropolis 1949 mit Stanisław Marcin Ulam die Monte-Carlo-Methode. Ein von ihm geleitetes Team machte 1948 damit im Rahmen des Kernwaffenprogramms erste Berechnungen auf der ENIAC. Mit Edward Teller und anderen berechnete er numerisch die Zustandsgleichungen für Materie unter extremen Bedingungen. Dabei entwickelten sie auch einen Vorläufer des späteren Algorithmus der simulierten Abkühlung und im Rahmen dieser Arbeiten wurde auch die Monte-Carlo-Methode 1953 zuerst veröffentlicht. Eine Variante der Monte-Carlo-Methode wird auch Metropolisalgorithmus genannt.
1957 bis 1965 war er Professor für Physik in Chicago und Gründer des dortigen „Institute for Computer Research“. Ab 1965 war er wieder am Los Alamos National Laboratory, ab 1980 als Senior Fellow. 1987 erhielt er den Emeritus-Titel der University of California, als erstes Mitglied des Labors. 
Metropolis war Mitglied der Society for Industrial and Applied Mathematics, der American Academy of Arts and Sciences und erhielt die Pioneer Medal des Institute of Electrical and Electronics Engineers.

## Verweise
1. ↑  Nick Ravo: Nicholas Metropolis, 84, a Maker Of the A-Bomb and Computers. In: The New York Times. 23. Oktober 1999, ISSN 0362-4331 (nytimes.com [abgerufen am 2. Juli 2025]).
2. ↑  Herbert L. Anderson: Metropolis, Monte Carlo, and the MANIAC. In: Los Alamos National Laboratory (Hrsg.): Los Alamos Science. Nr. 14, 1986, S. 96–107 (lanl.gov [PDF]).
3. ↑  Nicholas Metropolis, S. Ulam: The Monte Carlo Method. In: Journal of the American Statistical Association. Band 44, Nr. 247, September 1949, ISSN 0162-1459, S. 335–341, doi:10.1080/01621459.1949.10483310 (tandfonline.com [abgerufen am 2. Juli 2025]).
4. ↑  Metropolis: Origin of the Monte Carlo Method. Los Alamos Science, PDF-Datei, der Name der Methode stammt von Metropolis
5. ↑  Nicholas Metropolis, Arianna W. Rosenbluth, Marshall N. Rosenbluth, Augusta H. Teller, Edward Teller: Equation of State Calculations by Fast Computing Machines. In: The Journal of Chemical Physics. Band 21, Nr. 6, 1. Juni 1953, ISSN 0021-9606, S. 1087–1092, doi:10.1063/1.1699114 (aip.org [abgerufen am 2. Juli 2025]).

| Personendaten    | Personendaten                                                                  |
| ---------------- | ------------------------------------------------------------------------------ |
| NAME             | Metropolis, Nicholas                                                           |
| ALTERNATIVNAMEN  | Metropolis, Nicholas C.; Metropolis, Nicholas Constantine (vollständiger Name) |
| KURZBESCHREIBUNG | amerikanischer Physiker und Informatiker                                       |
| GEBURTSDATUM     | 11. Juni 1915                                                                  |
| GEBURTSORT       | Chicago                                                                        |
| STERBEDATUM      | 17. Oktober 1999                                                               |
| STERBEORT        | Los Alamos, New Mexico                                                         |